# José Villegas Cordero

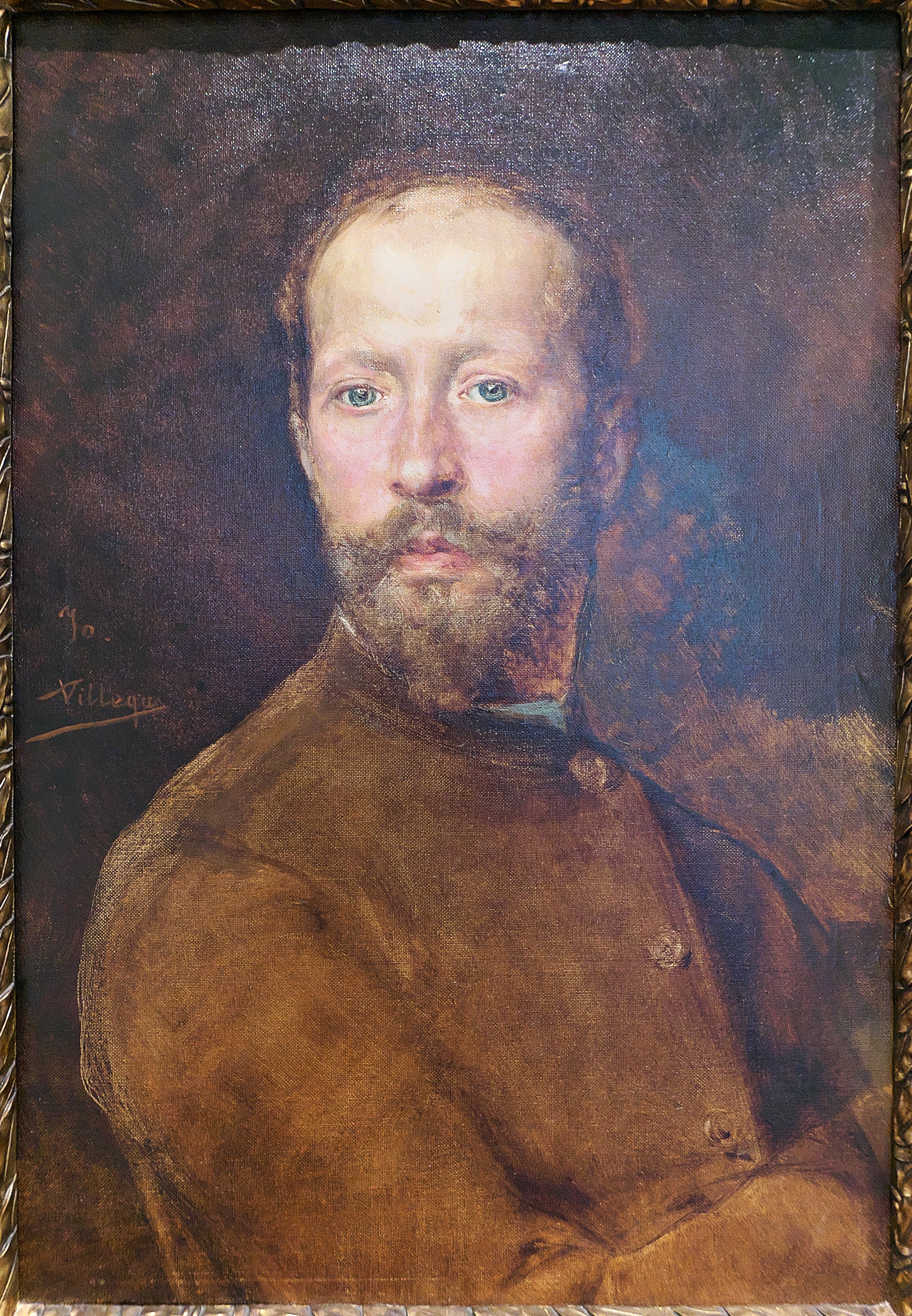
Selbstporträt von José Villegas Cordero (um 1875–76)

José Villegas Cordero (* 26. August 1844 in Sevilla; † 10. November 1921 in Madrid) war  ein spanischer Maler.

## Leben
José Villegas Cordero, Bruder des Genremalers Ricardo Villegas Cordero (1849–1896), bildete sich zuerst zwei Jahre lang beim Maler José Maria Romero López aus, dann an der Escuela de Bellas Artes de Sevilla bei Eduardo Cano de la Peña. 1867 reiste er nach Madrid, arbeitete dort im Atelier von Federico de Madrazo y Kuntz, schloss Freundschaft mit den Malern Eduardo Rosales und Marià Fortuny und kopierte im Museo del Prado Werke von Velázquez, der auf die Bildung seines Stils von entscheidendem Einfluss wurde.
Nach einem Abstecher nach Marokko ging Villegas Ende 1868 nach Rom und war dort nun in der Werkstatt von Eduardo Rosales tätig. Nach in Marokko gefertigten Skizzen malte er auch orientalische Szenen. Bis 1901 blieb er in Rom ansässig, hielt sich daneben aber seit 1877 ebenfalls häufig in Venedig auf. Er schuf in dieser Zeit zahlreiche Historien- und Genrebilder in Öl und Aquarell.
An Auszeichnungen bekam er u. a. 1894 die preußische große Goldmedaille für Kunst auf der Großen Berliner Kunstausstellung und wurde 1895 zum Mitglied der königlichen Akademie der Künste in Berlin ernannt. Deprimiert über den Tod seines Bruders Ricardo, der 1896 bei einem Bootsunfall im Guadalquivir ertrank, begann er auch religiöse Themen zu malen. Die Leitung der Academia española de Bellas Artes en Roma erhielt er 1898 übertragen.
1901 kehrte Villegas nach Madrid zurück und wurde dort im gleichen Jahr Direktor des Museo del Prado, welchen Posten er bis 1918 versah. Daneben erwarb er sich während dieser Periode einen Ruf als Porträtmaler. 1921 starb er im Alter von 77 Jahren in der spanischen Hauptstadt.

## Werke (Auswahl)

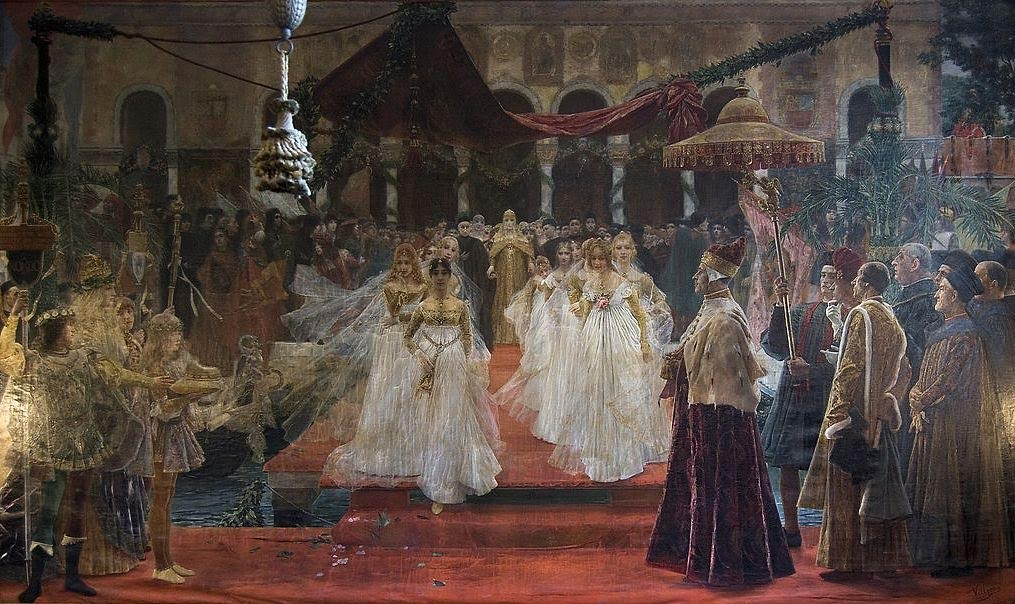
Triumph der Dogaressa Foscari 1424 (1892)

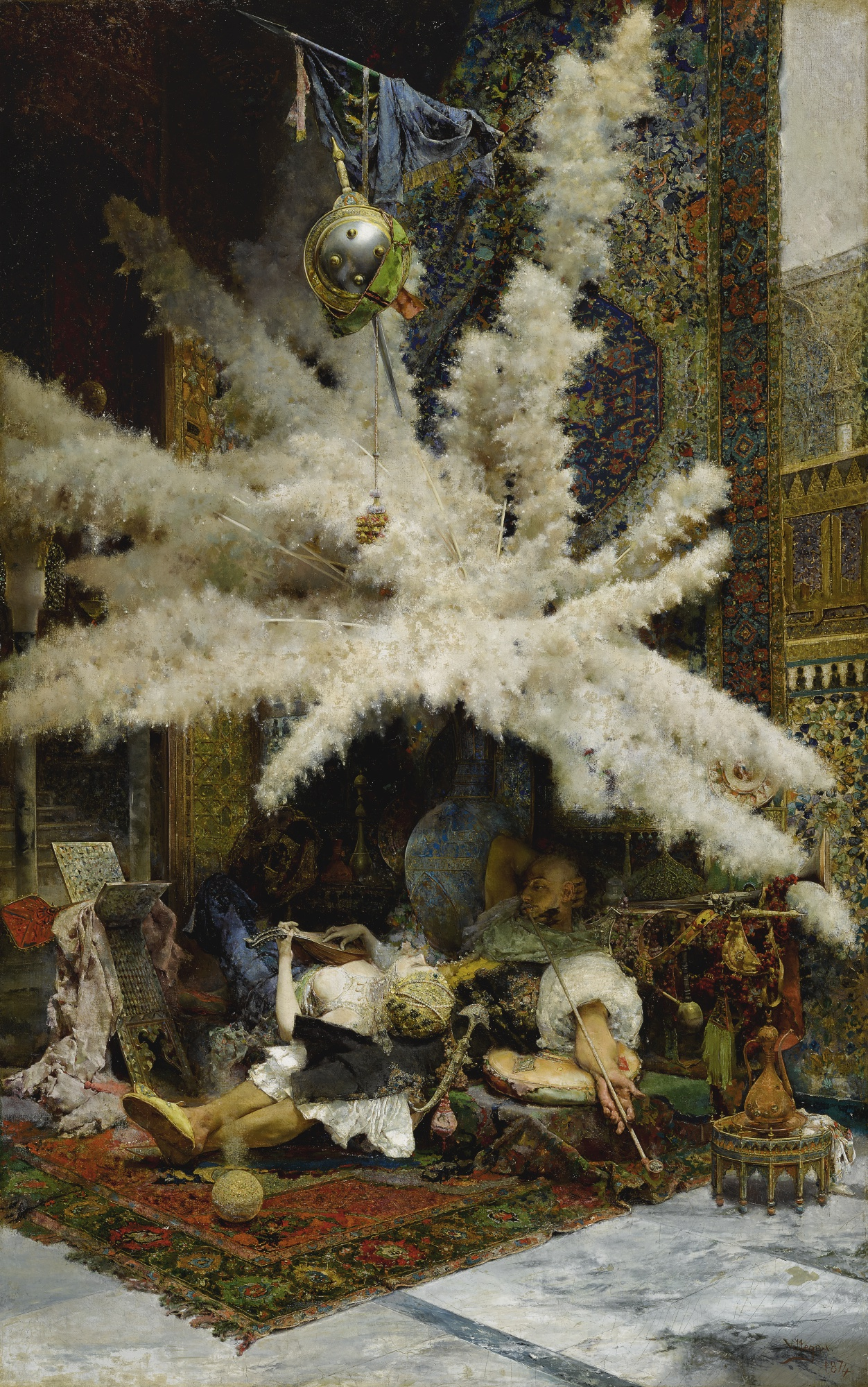
Siesta (1874)

Unter Villegas’ Historiengemälden sind hervorzuheben:
- Kolumbus sucht Schutz im Kloster la Rabida
- Letzte Unterredung zwischen Philipp II. und Don Juan d’Austria
- Entdeckung des Verrats Carmagnolas
- Verurteilung des Dogen Marino Falieri
- Triumph der Dogaressa Foscari 1424
- Der Doge Foscari nach seiner Absetzung (1884)

Villegas’ Genrebilder, die zum Teil dem Umfang seiner Geschichtsbilder gleichkommen, sind z. B.:
- Palmsonntag in Venedig
- Taufe in Sevilla
- Arm und Reich (Kirchhofsszene)
- Tod des Meisters (Das Ende eines Stierkämpfers, um 1884)
- Kontrast (Straßenszene)
- Die Erklärung des Koran
- Kardinal Absolution erteilend
- Prozession in Venedig
- Im Sprechzimmer des Klosters
- Audienzstunde des Staatssekretärs
- Der Kardinal Groß-Pönitenziar

Weitere Genrebilder von Villegas stellen Ansichten aus Venedig, Capri, Sevilla und anderen Städten dar. Als letztes Werk malte er den Gemäldezyklus El Decálogo (Die zehn Gebote).